# 本田岬
本田 岬（ほんだ みさき、1992年5月24日 - ）は、日本の元AV女優。
北海道出身、ファンスタープロモーション所属。旧・ロータス東京(ロータスグループ)。

## 略歴・人物
2012年10月、アダルトビデオメーカー・エスワン専属女優としてAVデビュー。4作品に出演。
2013年3月、ケイ・エム・プロデュースのレーベル“ミリオン”専属女優「柚希つばさ（ゆずき つばさ）」として再デビュー。5作品に出演した後、芸名を「本田岬」に戻し、アタッカーズ専属女優となる。
2015年1月よりマドンナ専属女優となった。
2016年4月よりFitch専属女優となったのち、同年9月より専属を離れ企画単体女優として活動。
2019年6月、本人がツイッターにて2019年7月の作品を最後にAV女優引退を発表。これまでのAV女優「本田岬」として生きた7年間を何かに残したいと考え、クラウドファンディングでの写真集制作プロジェクトを開始。
2019年7月、クラウドファンディングが目標金額を達成し、その後に募集を終了した。

## 作品

### アダルトDVD

#### 本田岬 名義
- 新人 NO.1 STYLE 正統派美少女の系譜（10月7日、S1 NO.1 STYLE）
- 清楚な美少女の淫らな接吻と4本番（11月7日、S1 NO.1 STYLE）
- 強制イカセ絶頂FUCK（12月7日、S1 NO.1 STYLE）

- 交わる体液、濃密セックス（1月7日、S1 NO.1 STYLE）
- 本田岬 エスワン 8時間コンプリートBEST（4月7日、S1 NO.1 STYLE）※単体ベスト
- 夫の目の前で犯されて― ターゲット III（8月7日、アタッカーズ）
- 絶版マニアック水着満載! 競泳水着専門 中出しインストラクター!ミスキャンパスの憂鬱（9月7日、BeFree）
- 監禁された美人キャスター いつになったら自由になれますか…。（10月7日、アタッカーズ）
- SSS-BODY 本編120分の内、117分間ハメています。（11月13日、E-BODY）
- あなた、許して…。 －嘘から始まる姦計－（12月7日、アタッカーズ）

- 狙われた美人ウェイトレス ストーカー 狂気の妄想恋愛の果てに…（1月7日、アタッカーズ）
- 麗奴館 第二章（2月7日、アタッカーズ）
- 心まで犯されて。 蘇る肉欲（3月7日、アタッカーズ）
- 服従の時間割 女教師、恥辱の日々…。（4月7日、アタッカーズ）
- 俺が惚れたマルタイの女（5月7日、アタッカーズ）
- 背徳の絶頂に溺れて 美人OL欲情白書（6月7日、アタッカーズ）
- 漫画家中華なるとの原点!! 義父 〜敦子〜（7月7日、マドンナ）
- 過去からの悪しき訪問者 夫を愛しているのに、私は…。（8月7日、アタッカーズ）
- 触手に溺れて― 奈落の快楽に堕ちた看護師（9月7日、アタッカーズ）
- 痴漢レストラン 2 こんな所で…なのに、なのに私ったら…!（10月7日、アタッカーズ）
- 迷宮の哀奴（11月7日、アタッカーズ）
- おもらし羞恥 恥辱に濡れた快感（12月7日、アタッカーズ）

- 今日、兄貴の嫁を犯します。（1月7日、マドンナ）
- 夫は知らない 〜私の淫らな欲望と秘密〜（2月7日、マドンナ）
- 隣人を密かに愛して…。（3月7日、マドンナ）
- パニック4 淫辱へのカウントダウン（4月7日、アタッカーズ）
- 残酷浪漫時代 第四話 女教師、真奈美 残虐の女体解剖教室（5月7日、アタッカーズ）
- ATTACKERS PRESENTS THE BEST OF 本田岬（6月7日、アタッカーズ） ※単体ベスト
- 新任人妻 女教師苛め 本田岬～屈辱の淫猥課外授業～（6月7日、マドンナ）
- 親父の女（7月7日、マドンナ）
- 弱冷房車 汗だく凌辱 人妻 通勤快速 痴漢電車（8月7日、マドンナ）
- 淫語で誘う寸止め焦らし痴女 ～僕を生殺しにして愉しむ娘の家庭教師～（9月1日、Fitch）
- ハイレグ強制ストリップ ～喰い込み羞恥に悶える美人女店主～（10月1日、Fitch）
- 丸ごと! 本田岬8時間 ～魅惑のクビレ美熟女が仰け反る全12本番～（10月7日、マドンナ）※単体ベスト
- 息子の嫁（11月7日、マドンナ）
- 名作が今蘇る!! 成年コミック界の巨匠・山文京伝原作!! 沙雪の里 上巻 村の古き種付けのしきたりに堕ちた美母（12月7日、マドンナ）

- 山文京伝原作の伝説コミック、ついに衝撃のクライマックス!! 沙雪の里 下巻 村の子を身籠る母と真実を知った息子の淫猥な運命―（1月7日、マドンナ）
- レズビアンに囚われた女潜入捜査官～権力と金と欲。ビビアンTVアナウンス室潜入編～（2月7日、ビビアン）
- 隣人を密かに愛して…。（3月7日、マドンナ）
- 狂おしいほど受精したがる岬と朝から晩までえげつない生中出しSEX 性欲が強すぎるスケベな妻と濃密な子作り生活（4月1日、Fitch）
- S級解禁!黒人デカマラ肉弾FUCK（5月1日、Fitch）
- パイパン全裸奴隷 夫の部下に剃毛調教された爆乳妻 （7月1日、Fitch）
- 女教師緊縛奴隷 〜羞恥と快楽で教えられる麻縄授業 (8月1日、Fitch）
- 突然押しかけてきた嫁の姉さんに抜かれっぱなしの1泊2日（9月1日、VENUS）
- 御奉仕メイドRoom（9月7日、BeFree）
- 妻失格（9月25日、セレブの友）
- 禁断介護（10月6日、グローリークエスト）
- 背徳の関係(コネクション)、オフィスレディレズビアン（10月13日、ビビアン）
- 嫁の母親に中出ししてしまった（10月19日、VENUS）
- 本田岬がアナタのセンズリ完全サポート!（10月25日、セレブの友）
- 信じて預けた最愛の妻が上司に寝取られ種付けプレスされていた（11月1日、ダスッ!）
- むしゃぶりつきたい女 オナ禁ハメ禁のあげく媚薬で理性がぶっ飛んだ美しい巨乳（11月7日、Fitch）
- レズビアンに囚われた女潜入捜査官 ～闇を抱えた金と女が集まる資金洗浄ソープランド編～（11月13日、ビビアン）
- 汗だくな生徒に発情してフル勃起チ○ポを射精させちゃうムレタイツ女教師（12月1日、MOODYZ）
- 乳首イキ痴女の獣パイズリ（12月8日、痴女ヘブン）
- 中出しお義姉さんの誘惑 ～美貌と淫技で誘う兄嫁～（12月13日、PREMIUM）
- 彼女のお姉さんは巨乳と中出しOKで僕を誘惑（12月25日、OPPAI）

- 仰け反るまでジュル舐め! 神フェラ 2（1月1日、痴女ヘブン）
- 俺の嫁を抱かせてやるからお前の嫁も抱かせてくれないか?（1月7日、MOODYZ）
- 超VIP巨乳エステ（1月7日、ワンズファクトリー）
- 感じすぎていっぱいおもらしごめんなさい…（1月13日、セレブの友）
- ネトラレーゼ 妻が宅飲み友達に寝取られた話し。（1月19日、タカラ映像）
- 本番なしのマットヘルスに行って出てきたのは隣家の高慢な美人妻。弱みを握った僕は本番も中出しも強要! 店外でも言いなりの性奴隷にした（1月25日、溜池ゴロー）
- 射精我慢! 一流AV女優達による魅惑の凄技に我慢できたらご褒美SEX!! 夢の特訓場 おチ○ポ強化虎の穴 一流女優10名出演 8SEX 16発射!（2月2日、SODクリエイト）
- 僕のペットの義母 4（2月13日、セレブの友）
- 腹筋プルプル鬼ピストン痙攣中出しトランス（3月1日、乱丸）
- 接吻乳首責めレズビアン ～義姉の卑猥なレズキスニップル調教～（3月13日、Fitch）
- 欲求不満な団地妻と孕ませオヤジの汗だく濃厚中出し不倫（4月1日、溜池ゴロー）
- ガチLOVE不倫デート 7（4月25日、セレブの友）
- 夜這いされ喘ぎ声を我慢しながら旦那の横で中出しまでされる人妻 7（5月18日、グローリークエスト）
- 「制服・下着・全裸」でおもてなし またがりオマ○コ航空 8 色白モチモチ極上ヒップで、お客様支持率ナンバー1の客室乗務員（5月18日、SODクリエイト）
- ～ヤリマン～ 公衆便所女不倫妻（5月25日、セレブの友）
- おしゃぶり×舐め尽くし Wフェラチオハーレム（6月19日、MOODYZ）
- 洗脳して言いなりになるか実験してみた 2（6月25日、セレブの友）
- 人妻の妊娠危険日ばかりを狙う顔の見えないレ×プ魔（6月25日、溜池ゴロー）
- 毎日10発中出しするまで終わらない粘着オヤジと濃厚SEX（7月1日、OPPAI）
- オジコロ(おやじ殺し)中出し撮影会（7月25日、セレブの友）
- 30発のザーメンをカラダに浴びまくる男漁り大乱交（7月25日、MOODYZ）
- パンスト妄想脚（8月1日、ミル）
- やりすぎ家庭教師（8月4日、h.m.p）
- 焦らして焦らして焦らしまくるトリプル巨乳性保レディーの肉弾接待!! Millionスペシャル!!（8月11日、ケイ・エム・プロデュース/Million）
- ノンストップ激イカせ腰ガクガクSEX!!（8月25日、セレブの友）
- M男クンの職場の鍵、貸します。（9月1日、ワープエンタテインメント）
- スロ～で射精させてからギアチェンジ爆速中出しSEX（9月19日、痴女ヘブン）
- M男の人体を固定する連続射精回春マッサージサロン（10月1日、MOODYZ）
- 人妻性奴隷 美乳清楚妻がマゾ覚醒するまで（10月13日、オルガ）
- 競泳水着食い込み美巨乳淫語痴女（10月25日、MOODYZ）
- 囮捜査官ミサキ -ヤリサー潜入中出し編-（10月25日、PREMIUM）
- 本田岬の誘惑中出し家庭教師（11月1日、BeFree）
- 爆乳女のおっぱい揺れまくりガニ股腰振り精液搾りSEX（11月13日、セレブの友）
- 真夜中に妻はM女に変わる。（11月19日、マドンナ）
- 本田岬 22時間50分ベスト（12月13日、セレブの友）※単体ベスト
- 超絶テクで射精無制限！ 淫らな痴女が絡みつく中出し逆3Pクラブ（12月13日、Fitch）
- 変身アクション物ドラマのオーディションを受けた岬さんは、セクハラされまくりの新人女優（12月13日、AVS collector’s）
- 性欲モンスター 全裸家政婦（12月13日、ワンズファクトリー）
- 色気P●A会長と悪ガキ生徒会（12月21日、グローリークエスト）
- 本田岬の凄テクを我慢できれば生★中出しSEX（12月25日、溜池ゴロー）

- あなた 見ないで（1月12日、オルガ）
- クリトリスを刺激されっ放しでぶっ壊れる痙攣性交（1月13日、Fitch）
- 知らなければよかった、夫の連れ子が巨根だったなんて…。（2月1日、溜池ゴロー）
- 超絶品ボディ本田岬 8時間BEST（2月1日、MOODYZ）※単体ベスト
- ぶっこきオナニスト淫語マンズリ24時（2月13日、MOODYZ）
- 女教師NTR 学年主任の妻が同僚と教育研修の下見へ行ったきり…（3月1日、溜池ゴロー）
- 裏垢がバレた巨乳汗だくインストラクター（3月25日、PREMIUM）
- あなたに愛されたくて。（4月1日、アタッカーズ）
- 凄い腰振りオイル素股でヌルっと挿入させる欲求不満デリヘル裏バイト妻（4月13日、溜池ゴロー）
- 「あっ! ナマで入っちゃった!」オイル素股でマ○コにチ○ポを擦りつけてたら気持ち良すぎてヌルッと生挿入!! 中出しSEXまでヤッちゃったデリヘル嬢たち（4月19日、グローリークエスト）
- 本田岬 8時間BEST（4月19日、溜池ゴロー）※単体ベスト
- 禁欲女×絶倫男ナマで覚醒！本能剥き出し真正中出し解禁!!（4月25日、本中）
- 絶望から幸せを願って（5月7日、アタッカーズ）
- すんごい乳首責めで中出しを誘う連続膣搾り痴女お姉さん（5月25日、本中）
- セフレと乳首で感じる昼下がり。（6月7日、マドンナ）
- 超高級ハーレムソープへようこそ 最高の美女達がチ○ポを極楽へ誘う夢の3輪車スペシャルコース（7月1日、アイデアポケット）
- インポ男をガン勃ちさせる 痴女妻の腰砕けザーメン絞りテクニック（7月1日、Fitch）
- 不貞の血脈 ～結局、私は娼婦の娘～（7月7日、PREMIUM）
- 不貞な嘘に濡れて… ～男根に堕ちた肉体～（8月7日、マドンナ）
- 止まらないレズビアン絶頂 ～独身美女に欲求不満なカラダを狙われた若妻～（9月7日、ビビアン）
- 話題の背徳NTR同人作家・あらくれ原作の人気作品を忠実実写化!! 人妻とNTR町内旅行 ～会長さんのチ○ポにはもう絶対負けません～（9月7日、マドンナ）
- 愛撫マスターが全員集合! 本田岬がガチでイキ狂う176分ノンストップ究極クンニ責め（10月1日、Fitch）
- じっくり甘えさせた後に激変! 言葉で僕を犯す変態淫語ママ（11月1日、Fitch）
- 接吻の悪癖（11月13日、溜池ゴロー）
- 糞ムカつく美人秘書は俺のデカチンに絶対服従肉オナホ（12月1日、Fitch）

- 本田岬 プレミアム全タイトル全コーナーBEST 8時間（3月7日、PREMIUM）※単体ベスト
- 美乳スレンダーグラマラス 本田岬BEST12時間（4月1日、Fitch）※単体ベスト
- 超絶美ボディ痴女が絡みつく淫乱なめくじソープ（5月1日、Fitch）
- 密着して舐め尽くす むしゃぶり唾液痴女（6月1日、Fitch）
- 美女優画報 1ヶ月禁欲して野獣化した本田岬の濃厚な性交 引退SPECIAL（7月13日、溜池ゴロー）

#### 柚希つばさ 名義
- pure angel（3月8日、Million）
- つばさせんせいの、性活指導（4月12日、Million）
- 柚希つばさ 4時間 5本番 ［コスプレ編］（5月10日、Million）
- イカセ4時間 生中出し10連発スペシャル（6月14日、Million）
- やりすぎナースのヤリすぎ介護レッスン（8月9日、Million）

### アダルトVR
本田岬 名義
- 本田岬チャンが大股開いて誘惑SEX!! VRだからこそのリアル感!!（1月13日、KMPVR）
- バーチャル結婚生活!! VRだからホントの奥さんみたいでしょ!（1月13日、KMPVR）
- 中出しVRセックス!! ～アナタの奥さんになってあげる ラブラブSEX～（1月13日、KMPVR）
- 超食い込み! まんスジ接写痴女!!（7月20日、MILU VR）
- 超密着! タイトワンピで中出し着衣SEX!!（7月27日、MILU VR）
- チクビ快感伝道師 ver.VR（9月15日、ワープエンタテインメント）

- 混浴風呂で若いチ●ポが異常に性欲が強い巨乳美女に遭遇したら…（2月5日、KMPVR）
- 女性用更衣室に間違えて入ってしまい、頭が混乱して気絶してたら… チ●ポだけが勝手にフル勃起!! そびえ立つ勃起チ●ポをみつけてしまった美人お姉さん達がまさかの発情生中出しSEX!（2月7日、KMPVR）共演：三原ほのか
- 採用倍率50倍超難関!!「超美人でエロい社長・秘書・OLがいる」と巷で噂の会社に採用!! 入社した瞬間に連続射精!（3月26日、BAZOOKA VR）共演：きみと歩実、三原ほのか

- 友達のお母さんが「ノーブラ」で「乳首ポッチ」になった「巨乳」をチラつかせて僕を誘惑？美人すぎるお母さんの下着を観て妄想してたら、まさかの展開で本当に僕と二人っきりになったことをいいことに、童貞の僕の息子も可愛がってくれました。（1月22日、KMPVR）
- べろを見続けるVR（1月30日、KMPVR）他出演：森沢かな、篠宮ゆり、あべみかこ、飛鳥りん、玉木くるみ、加藤ももか、早乙女らぶ、枢木あおい、八尋麻衣、美泉咲
- 父が再婚し、姉と妹が出来た僕。スレンダー&美巨乳の岬(姉)と美少女のゆり(妹)と幸せ絶頂3Pセックス（2月1日、KMPVR-彩-）共演：篠宮ゆり

### イメージDVD
- 美少女採集（2013年9月28日、INTEC Inc）

## 出演

### ゲーム
- 新宿スカウトバトル（2019年12月2日、DMM GAMES）- 海外マフィア『九頭竜会』五の竜役[5]